# 廷伯克雷斯特 (印第安納州)
廷伯克雷斯特（英語：Timbercrest）是位於美國印地安納州艾倫縣的一個非建制地區。該地的面積和人口皆未知。

## 地理
廷伯克雷斯特的座標為41°01′02″N 85°18′54″W / 41.01722°N 85.31500°W，而該地的平均海拔高度為252米（即827英尺）。